# Медицинский туризм в Португалии
Официально, как отрасль, медицинский туризм в Португалии существует уже достаточно давно. В течение многих лет основными иностранными клиентами португальских частных клиник являлись граждане Англии, Франции, Анголы, Кабо Верде. С 2014 года правительством Португалии принято решение развивать данную отрасль на национальном уровне, с прямой поддержкой государства, организация ответственная за развитие отрасли называется Health Cluster Portugal. В течение долгих лет, вследствие сильного давления конкурентов из других стран, потенциал Португалии в этой сфере медицинских услуг был недооценен. В последнее время двери португальских клиник открылись для широкого круга иностранных клиентов из США, Китая, Саудовской Аравии, Арабских Эмиратов, России, Украины и Стран СНГ. Иностранные пациенты приезжающие на лечение и обследование в Португалию ценят хорошее отношение, квалификацию мед персонала, относительно низкие цены на лечение, прекрасный климат, недорогой и качественный отельный сервис.
Ежегодно в Португальских клиниках проходят лечение около 10 тыс. иностранных пациентов, с каждым годом эти цифры растут.

## Медицинские направления
Передовыми медицинскими направлениями португальской медицины являются: онкология, офтальмология, ортопедия, эстетическая хирургия.
Португальские офтальмологи официально признаны одними из лучших в Европе, доказывая это на ежегодных профессиональных конференциях представленными исследованиями в области лечения и коррекции зрения.

## Оснащение частных госпиталей Португалии
Большая часть крупных медицинских центров обладает последними техническими новинками значительно улучшающими результаты лечения. Во многих госпиталях страны имеются хирургические роботы «Да Винчи», позволяющие проводить сложные хирургические вмешательства, которые физически не возможно провести с использованием мануальных хирургических техник. Операция производится из микроскопических разрезов размером до 1 см. Использование этого оборудования позволяет значительно уменьшить процент осложнений после операции.
Крупные клинические центры обладают таким оборудованием как «гамма-нож», что позволяет производить операции по удалению опухолей без разреза и без капли крови.

## Развитие медицинского туризма в Португалии
В планах у правительства Португалии к 2020 году, увеличить объем международных медицинских услуг до 400 млн евро в год.

## Система медицинского туризма
Система медицинского туризма Португалии устроена следующим образом. Лечение иностранных пациентов возможно только в частных медицинских центрах, расположенных в крупных городах страны Лиссабон, Порто, Коимбра, Фару. В 2015 году было зарегистрировано 111 частных медицинских госпиталей и клиник.
Лечение оказывается на одинаковых условиях с гражданами Португалии, без дополнительных наценок, с использованием одинаковых методов лечения. Перед проведением лечения пациент вносит задаток в соответствии с планом лечения, который расходуется по необходимости. При наличии остаточных средств, остаток возвращаются пациенту после его выписки.
Стоимость лечения в частных медицинских центрах может незначительно отличаться в зависимости от географического расположения и близости к большим городам.
При выборе места лечения, пациенты чаще руководствуются отзывами о врачах, нежели о самой клинике. Ведущие специалисты обычно не привязаны к частным госпиталям и имеют свои собственные клиники. При необходимости госпитализации и проведения хирургического лечения врачи арендуют операционный зал и ведут больных в той клинике, которую считают более подходящей.
Местные жители предпочитают лечится по медицинской страховке, которая покрывает большую часть медицинских расходов.
Большинство врачей в совершенстве владеют двумя или тремя языками: португальским, английским, французским или испанским.
Для прохождения лечения медицинский турист может самостоятельно найти клинику и пройти обследование и лечение, или воспользоваться услугами организаторов медицинского туризма.

## Клинический подход
Подход к лечению больных в португальских медицинских центрах соответствует высоким европейским стандартам. В первую очередь врач руководствуется международными протоколами и принципом научно-доказательной медицины, применяя только методы, которые доказали свою эффективность. Использование сомнительных или не эффективных методов лечения не производится.
Для пациентов с раковыми заболеваниями чаще всего собирается консилиум из ведущих врачей клиники для выбора плана обследования и лечения. Это необходимо для выявления всех сопутствующих заболеваний. Контроль над этими заболеваниями позволяет значительно улучшить прогноз для онкологического больного.

## Крупнейшие медицинские центры
1. Hospital Luziadas Lisbon
2. Hospital Luziadas Porto
3. Hospital Luz
4. British Hospital
5. Hospital da Cruz Vermelha
6. CUF Descobertas
7. CUF Infanto Santo
8. Clinic Center Champalimaud

## Агентства
В Португалии работают много агентств по медицинскому туризму, в основном направленные на обслуживание англоязычных клиентов. Лидером, представляющим услуги медицинского туризма на территории русскоязычных стран является компания Med Portugal